# Flow Free

在此螢幕截圖中，需要將藍點連在一起才能過關

《Flow Free》是美國工作室大鴨遊戲有限公司於2012年6月發布的一款適用於iOS和Android的益智手機遊戲。

## 簡介
該遊戲以數連作為遊戲內容。每一關都有一個方形網格，其中有一些成對的彩色點分佈在其中，玩法是將相同顏色的點之間繪製「管道」來連接它們，且管道之間不能相交，使覆蓋整個網格。難度主要由網格的大小決定，從5x5格（4種顏色）到15x15格（14種顏色）。許多網格是「開放」的，有些則包含必須繞過的「牆」。每當一個關卡完成後，關卡選擇圖標上就會有一個勾，表示該關卡已完成，而有一顆星則表示「完美」過關，即玩家以最少的動作完成關卡。該應用程式還包含額外的付費包以及計時賽模式。

## 衍生遊戲
大鴨遊戲有限公司還發布了該系列的三款衍生遊戲。第一款衍生遊戲《Flow Free: Bridges》於2012年11月8日以固定價格發布，玩法多了可以通過預先製作的橋樑使管道相交。第二款衍生遊戲《Flow Free: Hexes》於2016年10月12日發布，具有免費和付費的高級謎題，遊戲玩法與《Flow Free》相似，但是格子的佈局類似於六邊形而不是正方形。第三款衍生遊戲《Flow Free: Warps》於2017年8月8日發布，玩法多了可以讓管道從地圖的邊緣穿越到地圖的另一邊。

## 外部連結
- 官方網站 （页面存档备份，存于）